# Sobrado (kommunhuvudort)
Sobrado är en kommunhuvudort i Spanien.   Den ligger i provinsen Provincia da Coruña och regionen Galicien, i den nordvästra delen av landet, 500 km nordväst om huvudstaden Madrid. Sobrado ligger 504 meter över havet och antalet invånare är 2 327.
Terrängen runt Sobrado är platt åt nordväst, men åt sydost är den kuperad. Runt Sobrado är det glesbefolkat, med 19 invånare per kvadratkilometer. Närmaste större samhälle är Arzúa, 15,3 km sydväst om Sobrado. Omgivningarna runt Sobrado är en mosaik av jordbruksmark och naturlig växtlighet.